# اختلال‌های افسردگی
اختلال‌های افسردگی، جزو اختلال‌های خلقی به‌شمار می‌روند. افسردگی به هر شکل، دیده شود، شیوه دید فرد از خود، از دیگران و از جهان را تعریف می‌کند. اختلال افسردگی، قدرت قضاوت را تضعیف می‌کند و باعث رفتارهای نامعقول می‌شود. در هر یک از موارد، بیمار نمی‌تواند زندگی روزمره عادی داشته باشد. افسردگی می‌تواند، باعث ابتلای بیمار به انواع بیماری‌های جسمی و روانی شود.
اختلال افسردگی، بیشتر در دهه چهارم عمر، شروع می‌شود؛ هرچند امکان شیوع آن در تمام سنین، حتی در جوانان ۲۰ تا ۳۰ سال نیز وجود دارد. افسردگی می‌تواند باعث عدم تمرکز و مسئولیت‌پذیری در زندگی شود؛ بنابراین، ممکن است که فرد افسرده، کنترل و تمایل خود را برای ادامه زندگی از دست بدهد. افسردگی، موجب لذت نبردن فرد از زندگی می‌شود. فرد افسرده به سمت بدبینی، ایراد گرفتن، نداشتن اعتماد به نفس، کاهش احساسات و قدرت تخیل، دچار می‌شود.

## اختلال افسردگی اساسی
به آن، اختلال یک‌قطبی نیز گفته می‌شود. ویژگی اصلی این اختلال، یک دوره زمانیِ دست‌کم دوهفته‌ای است که در ضمن آن، خُلق افسرده یا بی‌علاقگی یا نبودِ احساس لذت، تقریباً در همه کارها وجود دارد. همچنین فرد باید دست‌کم چهار نشانهٔ دیگر، از جمله، تغییر در اشتها یا وزن، خواب، و کارهای روانی-حرکتی، کاهش نیرو، احساس بی‌ارزشی یا گناه، مشکل در تفکر، تمرکز یا تصمیم‌گیری، یا افکار بازگشت‌کننده دربارهٔ مرگ و خودکشی، طرح نقشه یا اقدام برای خودکشی را داشته باشد.

### نشانه‌های افسردگی اساسی
1. وجود خلق افسرده در بیشتر روز و تقریباً همه‌روزه.
2. کم شدن علاقه یا لذت نسبت به همه یا تقریباً همه کارها در بخش بیشتر روز و کم‌وبیش، همه روزه.
3. کاهش بیش از حد وزن، بدون پرهیز یا رژیم غذایی خاص یا افزایش بیش از حد وزن، یا پایین یا بالا رفتن اشتها تقریباً همه‌روزه.
4. بی‌خوابی یا خواب‌آلودگی تقریباً همه روزه.
5. بیقراری یا کندی روانی-حرکتی تقریباً همه روزه.
6. خستگی یا از دست دادن نیرو تقریباً همه روزه.
7. احساس بی‌ارزشی یا احساس گناه افراطی یا بی‌مورد.
8. پایین آمدن توانایی تفکر یا تمرکز، یا بی‌تصمیمی، تقریباً همه روزه.
9. افکار بازگشت‌کننده دربارهٔ مرگ و خودکشی، به‌گونه مکرر و بدون نقشه خاص، یا اقدام به خودکشی یا طرح‌ریزی نقشه خاصی برای خودکشی.[۵]

### همه‌گیری‌شناسی اختلال افسردگی اساسی
ویژگی‌های خاص وابسته به فرهنگ: فرهنگ می‌تواند تجربه و درک نشانه‌های افسردگی را تحت تأثیر قرار بدهد. با این آگاهی و هوشیاری به خصایص قومی و فرهنگی در هنگامی که بیمار از دوره افسردگی عمده، اظهار ناراحتی می‌کند، می‌توان از تشخیص مبهم یا تشخیص نادرست، جلوگیری کرد؛ برای نمونه، در برخی از فرهنگ‌ها افسردگی، ممکن است که به‌جای غمگینی یا احساس گناه و معمولاً با جلوه‌های جسمی، تجربه شود. شکایت‌های مربوط به اعصاب و سردردها (در فرهنگ‌های لاتین و مدیترانه‌ای)، شکایت از ضعف، خستگی یا نداشتن تعادل (در فرهنگ‌های آسیایی و چینی)، مشکلات مربوط به قلب (در فرهنگ‌های خاورمیانه)، یا دل‌شکستگی (در میان سرخپوستان آمریکای شمالی) ممکن است که نشانه افسردگی باشد.
ویژگی وابسته به سن: شیوع این اختلال در کودکان و نوجوانان، یکسان است؛ گرچه داده‌هایی وجود دارد که نشان می‌دهد برجستگی نشانه‌های اختصاصی، ممکن است که همراه با افزایش سن، تغییر کند. افسردگی در نوجوانان، بیشتر با اختلالات رفتار آزاردهنده، اختلالات کاستی توجه، اختلالات اضطرابی، اختلالات مربوط به مواد و نیز اختلالات خوردن، همراه است. در بزرگترها ممکن است که نشانه‌های شناختی به‌طور خاصی، بارز باشد. نکته ای که باید حتماً توجه شود این است که اگر افسردگی در سنین پایین شروع گردد به احتمال زیاد می‌تواند ریشه خانوادگی داشته باشد و در این حالت اختلال شخصیت به‌شمار می‌رود
ویژگی وابسته به جنس: زنان در مقایسه با مردان در مقاطعی از زندگی خود، در معرض خطر بیشتری برای ابتلا به دوره افسردگی اساسی هستند. بیشترین تفاوت از این جهت، در بررسی‌هایی که در ایالات متحده آمریکا و اروپا انجام گرفت به‌دست آمد. بررسی‌ها بیانگر این است که دوره‌های افسردگی در زنان، دو برابر مردان است.
دوره یا سِیر: این اختلال، معمولاً در چند روز تا چند هفته، پیدا می‌شود. دوره پیش‌بیمارگون که ممکن است نشانه‌های اضطراب و نشانه‌های افسردگی سبک را دربرگیرد که احتمالاً هفته‌ها تا ماه‌ها پیش از شروع دوره افسردگی عمده، کاملاً دوام می‌آورد.
شیوع: مطالعات مربوط به این اختلال، نشان داده که بسیاری از بزرگسالان به این اختلال، دچار شده‌اند. برای مثال، حداقل پانزده تا بیست برابر بیشتر از اسکیزوفرنی، و تقریباً به میزان تمام اختلالات اضطرابی در مجموع. خطر کلی ابتلا به این اختلال در نمونه‌های اجتماعی از ده تا بیست و پنج درصد برای زنان و نیز از پنج تا دوازده درصد برای مردان، متغیر است. شیوع مقطعی این اختلال در بزرگسالان در نمونه‌های اجتماعی از پنج تا نه درصد برای زنان و نیز از دو تا سه درصد برای مردان، متغیر است. با توجه به شواهد، رخ دادن آن در چند دهه اخیر، بیشتر شده‌است.

## اختلال افسرده‌خویی
شدت اختلال افسرده خویی که قبلاً روان نژندی ملال‌انگیز نامیده می‌شد، کمتر از اختلال افسردگی اساسی است. این اختلال از نظر کمّ و کیف، دو نوع است: خفیف و شدید که البته شاخص اصلی، مزمن شدن آن است. در زنان شدیدتر و متداول‌تر از مردان هست و شروع آن، تدریجی است.
افسرده‌خویی، بیشتر در آن‌هایی که دارای تاریخچه طولانی استرس یا ازدست‌دادن ناگهانی (یکی از بستگان) هستند، روی می‌دهد. بیشتر با اختلالات روان‌پزشکی دیگری همچون: سوء مصرف مواد، اختلالات شخصیتی و اختلال وسواسی اجباری، همراه هست. شروع آن، معمولاً در افراد بیست تا سی ساله است؛ هر چند، یک نوع زودآغازی، پیش از بیست و یک سالگی نیز وجود دارد و در میان بستگان درجه اول، با اختلال افسردگی اساسی، رواج بیشتری دارد.

### نشانه‌های افسرده‌خویی
1. وجود خُلق افسرده در بیشتر روز و در بیشتر روزها به مدت دست‌کم دو سال.
2. در حالت افسردگی، دو یا چند مورد از نشانه‌های زیر وجود دارد:
  - کم‌اشتهایی یا پُراشتهایی.
  - بی‌خوابی یا کم‌خوابی.
  - کمبود نیرو یا احساس خستگی.
  - پایین بودن عزت نفس و خودباوری.
  - تمرکز کم یا اشکال در تصمیم‌گیری.
  - احساس درماندگی.
  - سردرد، گرفتگی عضلات یا مشکلات گوارشی.[۲]
3. در یک دوره دوساله آشفتگی (یا یک ساله در مورد کودکان و نوجوانان)، شخص اصلاً به مدت بیش از دو ماه در یک نوبت، بدون نشانه‌های موجود در ملاک‌های بند یک و دو هست.
4. در دوره دوساله آشفتگی (یک ساله در مورد کودکان و نوجوانان) دوره افسردگی عمده، وجود نداشته‌است.
5. هرگز یک دوره مانیک، یک دوره مختلط یا یک دوره هیپومانیک وجود نداشته و هرگز ملاک‌های تشخیصی اختلال ادواری‌خویی، وجود نداشته‌است.
6. این اختلال، هرگز در طی یک دوره اختلال روان‌پریشی مزمن، مانند اسکیزوفرنیا یا اختلال هذیانی پیدا نمی‌شود.

- ۷-نشانه‌ها، پریشانی یا اختلال قابل ملاحظه بالینی را در کارکرد اجتماعی، کاری، یا بقیه زمینه‌های مهم کارکرد، باعث شده‌اند.[۱۱]

### همه‌گیری‌شناسی اختلال افسرده‌خویی
الگوی خانوادگی: این اختلال در میان بستگان بیوژنیک درجه اولِ مبتلایان به اختلال افسردگی عمده، شایع‌تر از کل جمعیت هست.
ویژگی وابسته به سن و جنس: در کودکان، ظاهراً در هر دو جنس (دختر و پسر)، به یک اندازه روی می‌دهد و بیشتر به اختلال در عملکرد تحصیلی و روابط اجتماعی، منجر می‌شود. در سن بالا، احتمال بروز در زنان دو تا سه برابر، بیشتر از مردان هست.
دوره یا سیر: این اختلال، بیشتر، شروعی زودرس و ناگهانی دارد و همچنین سیر آن، مزمن هست. مدت متوسط این اختلال، پنج سال هست؛ ولی می‌تواند بیست سال یا بیشتر، به درازا بکشد. اگر این اختلال، مقدم بر شروع اختلال اساسی باشد، احتمال بهبود خودبه‌خودی کامل دوره‌ای بین دوره‌های افسردگی عمده، کمتر می‌شود و احتمال بیشتر شدن فراوانی بُروز دوره‌های آینده، بیشتر می‌شود؛ گرچه میزان خودبه‌خودی این اختلال، ممکن است که حدود ده درصد در سال باشد؛ اما شواهد، بیانگر این هست که با درمان فعال، نتایج بهتِری به‌دست می‌آید.
شیوع: شیوع کلی یا همیشگی این اختلال، تقریباً شش درصد بوده و شیوع نقطه‌ای یا مقطعی، تقریباً سه درصد است.

## رویکرد درمانگری شناختی رفتاری به افسردگی
«آرون‌تی‌بک» (به انگلیسی: T. Beck، Aaron Temkin Beck) مفهوم «سه‌گانگان شناختی» را برای افکار خودکار، مطرح کرده‌است. او بر این باور است که افسرده‌ها از «افکار خودکار» منفی دربارهٔ (۱) خود، (۲) جهان (مثلاً افراد خاصی یا به‌طور کلی همهٔ مردم) و (۳) آینده، استفاده می‌کنند. افکار خودکار فرد افسرده، شامل عقاید و الگوهای شناختی است که می‌تواند در اثر عوامل زیستی (مثلاً نقص در عملکرد هورمون‌ها) شکل گرفته باشد یا در دوران کودکی، به‌صورت مشاهدهٔ رفتار والدین، آموزگاران و دیگران در قالب «طرح‌واره‌های شناختی» آموخته شده باشد. چنین طرح‌واره‌هایی در آن‌ها الگوی درماندگی را در هیجان‌رفتار، نشان می‌دهند. طرح‌واره‌های شناختی افکار افراد افسرده، دست‌کم دارای سه خطای اساسی است؛ اول آنکه در پس هر شکستی، مردم از خود می‌پرسند: «آیا علت این شکست، همیشگی است یا موقتی؟» در این هنگام، فرد افسرده، فکر می‌کند که علت شکست همیشگی است و احتمال می‌دهد که در آینده هم، تکرار شود؛ یعنی که علت شکست خود را پایدار می‌داند؛ به‌همین دلیل، بدبینی و درماندگی او نیز ادامه می‌یابد و به شرایط و موقعیت‌های دیگر، «تعمیم» داده می‌شود؛ اما اگر چنین کسی، فکر کند که علت این شکست، مثلاً خواب بد دیشب بوده‌است، در این صورت، برای شکست خود از علتی ناپایدار، استفاده کرده‌است و بر همین اساس، الگوهای درماندگی پایدار به بدبینی و درماندگی‌های همیشگی می‌انجامد؛ درحالی‌که الگوهای ناپایدار، گذرا هستند؛ بر همین اساس، «جودیت بِک» (به انگلیسی: S. Beck، Judith S. Beck) نیز بر این باور است که انسان‌ها به دو دلیل اصلی، دچار افکار خودکار منفی یا برداشت‌های غیرواقعی از موفقیت یا شکست خود می‌شوند: «اول آنکه آن‌ها موقعیت خود، جهان پیرامون و آینده را با توجه به شرایط کنونی به درستی ارزیابی نمی‌کنند؛ بنابراین، آن‌ها باید ابتدا برای یافتن مشکل و مسئله‌ای که وجود دارد، «خودسنجی» کنند تا موقعیت کنونی را به درستی، ارزیابی نمایند و دوم آنکه آن‌ها نیازمند برنامه‌ای تقویت شده برای خود هستند تا بتوانند از دیگران نیز کمک بگیرند»